# Arrondissement de Hambourg-Nord
Hambourg-Nord (Hamburg-Nord) est un arrondissement de la ville de Hambourg, en Allemagne. Il se trouve au nord de la ville. Il est délimité au nord par le Land de Schleswig-Holstein, à l'est par l'arrondissement de Hamburg-Wandsbek, au sud par celui de Hamburg-Mitte et à l'ouest par celui de Hamburg-Eimsbüttel. Il comptait 285 121 habitants en 2006.

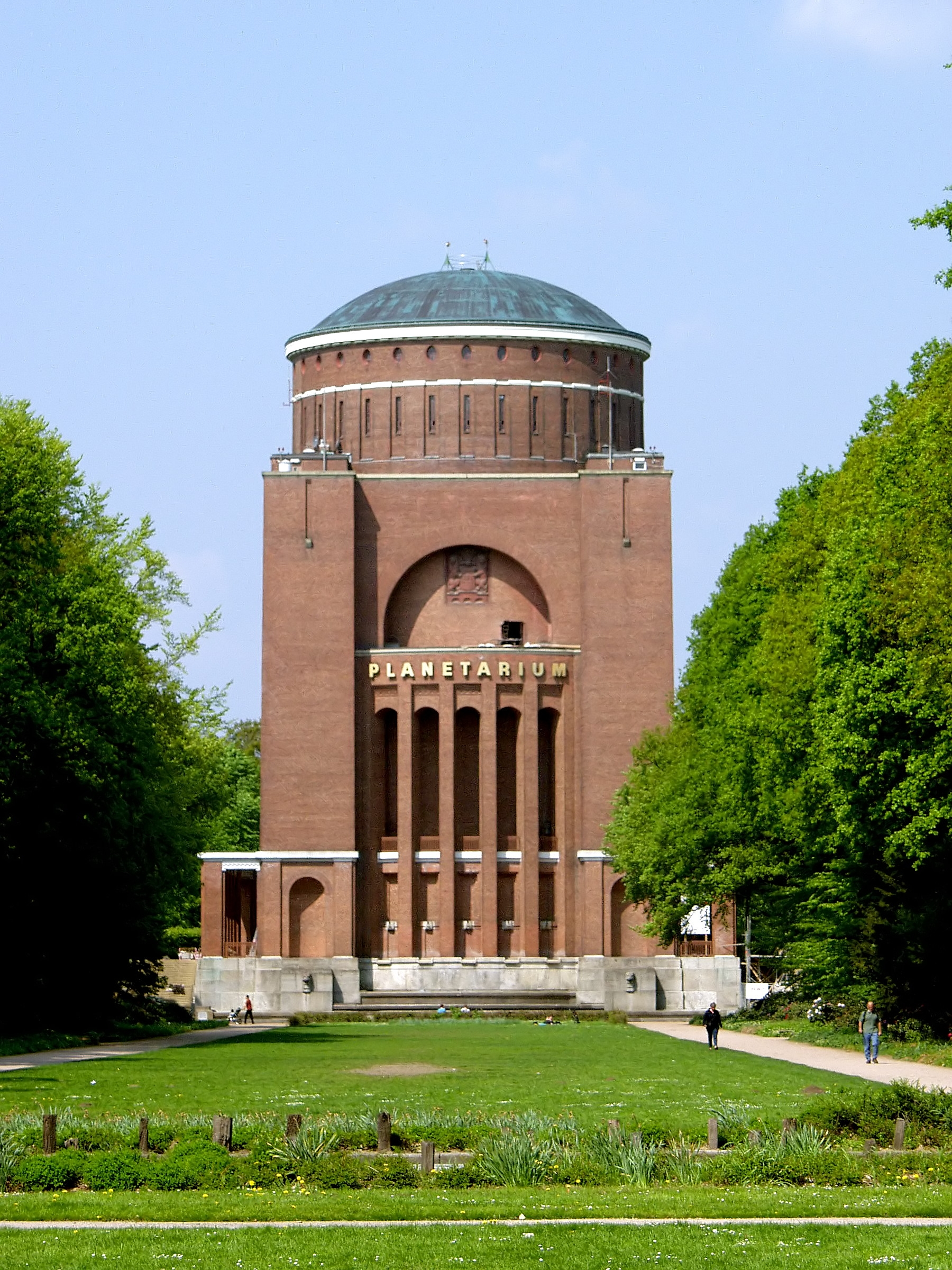
Le planétarium de Hambourg dans le Hamburger Stadtpark.

## Quartiers
L'arrondissement se compose de plusieurs quartiers : Alsterdorf, Eppendorf, Groß Borstel, Hoheluft-Ost, Winterhude, Fuhlsbüttel, Langenhorn, Ohlsdorf, Barmbek-Süd, Barmbek-Nord, Dulsberg, Hohenfelde et Uhlenhorst.